# Киутакёнгяс
Киутакёнгяс (фин. Kiutaköngäs) — пороги на реке Оланга в муниципалитете Куусамо. Находятся на территории национального парка Оуланка.
Район является местом туризма и привлекает посетителей уникальными природными образованиями в состав которых входят речные пороги на Оуланкайоки с перепадами высот до 13,7 метра, скалы с кварцевыми отложениями, гнездовья редких птиц и др.
20 декабря 2012 года в районе зафиксирован рекорд минусовой температуры декабря для Финляндии −34,4 градуса.